# Сунь Чо
Сунь Чо (孫綽, 320 — 377) — китайський державний діяч, буддистський ідеолог й літератор часів династії Цзінь.

## Життєпис
Народився у 320 році у м. Тайюань (у сучасній провінції Шаньсі). Походив із впливового чиновницького клану. Займав високі пости в административному апараті династії Цзінь. Помер у 377 році.

## Буддизм
Вважається одним із найзначніших буддистських ідеологів періоду формування власне китайських буддистських шкіл. Відстоював популярний на ранньому етапі поширення буддизму в Китаї тези про ідейну тотожність вчення Будди з традиційними китайськими вченнями та про духовну спорідненість їх засновників: «Конфуцій — це Будда, Будда — це Конфуцій». Намагався інтерпретувати вчення про праджня — «мудрості» з позицій пройнятої даоськими ідеями філософії сюань-сюе, сприяючи тим самим «китаїзації» буддизму. Його погляди викладені у трактаті «Дао юй лунь» («Алегоричні міркування про дао»), текст якого увійшов до буддистської антології VI ст. «Хун мін цзи».

## Поезія
Сунь Чо належить поетичний твір. «Ю Тяньтайшань фу» («Ода про сходження на гору Тяньтай») — перший у китайській словесності з виразними буддистськими мотивами. Крім того, відомою є поема «Павільйон орхідей».